# John Dalrymple (13e comte de Stair)
Pour les articles homonymes, voir John Dalrymple.
John Aymer Dalrymple, 13e comte de Stair, né le 9 octobre 1906 à Londres et mort le 27 février 1996 à Inch (en) en Écosse,, est un militaire, noble et bobeur olympique britannique.

## Biographie
Le titre de comte de Stair, de la pairie d'Écosse, est créé en 1703 par la reine d'Écosse, Anne, pour John Dalrymple, ancien Secrétaire d'État (en) du gouvernement écossais. John Aymer Dalrymple est le deuxième des six enfants, et le premier fils, de John James Dalrymple, lieutenant dans le régiment des Scots Guards et député conservateur à la Chambre des communes du Parlement du Royaume-Uni avant de devenir le 12e comte de Stair et de siéger à la Chambre des lords,.
John Aymer Dalrymple est éduqué au collège d'Eton puis suit une formation militaire au Royal Military College à Sandhurst et entre dans l'armée, intégrant à son tour le régiment des Scots Guard en 1926. Il participe à l'unique épreuve de bobsleigh aux Jeux olympiques de 1928 à Saint-Moritz, en Suisse : celle du bob à cinq. L'équipe britannique dont il est membre se classe à la 9e place (sur 23) ; ce sera sa seule participation aux Jeux olympiques. Il mène une carrière militaire, et prend part à la Seconde Guerre mondiale, au cours de laquelle il est déployé notamment au Moyen-Orient. En 1941 il est fait membre de l'ordre de l'Empire britannique, et en 1942 il est promu lieutenant-colonel et commande le 1er bataillon des Scots Guards. De 1949 à 1952 il commande le régiment dans son ensemble, avant de quitter l'armée,,,.
En 1960, à l'âge de 53 ans, il épouse Davina Bowes-Lyon, cousine de la reine Élisabeth II ; le couple aura trois enfants. Cette même année il prend en charge la gestion des propriétés de la famille, s'installant au château de Lochinch dans le sud-ouest de l'Écosse. L'année suivante, à la mort de son père, il devient le 13e comte de Stair et hérite du siège de son père à la Chambre des lords. De 1973 à 1988 il est le capitaine-général de la Compagnie royale des Archers, et dirige ainsi la garde d'honneur de la reine en Écosse. Il meurt au château de Lochinch à l'âge de 89 ans, en 1996, et son fils aîné John devient le 14e comte de Stair,,,,.